# Sheraton

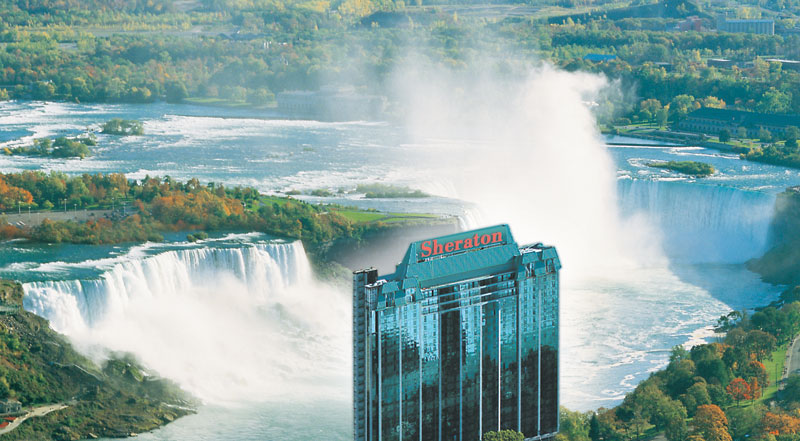
Sheraton on the Falls, een Sheraton-hotel bij de Niagarawatervallen

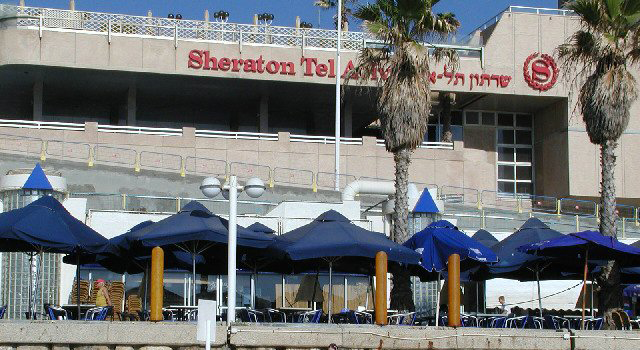
Sheraton Tel Aviv, het eerste Sheraton-hotel buiten Noord-Amerika

Sheraton Hotels & Resorts is de grootste en op een na oudste merknaam (de oudste is Westin) van de wereldwijde Amerikaanse hotel- en vrijetijdsonderneming Starwood Hotels and Resorts Worldwide. De leiding van Sheraton bevindt zich in het hoofdkwartier van Starwood in het stadje White Plains in de Amerikaanse staat New York.

## Geschiedenis
De geschiedenis van Sheraton begon in 1937, toen twee ondernemers, Ernest Henderson en Robert Lowell Moore, het Stonehaven Hotel in de Amerikaanse stad Springfield (Massachusetts) openden. In 1939 openden zij drie hotels in Boston en ze breidden door hun grote succes vervolgens in rap tempo hun emperium uit langs de Amerikaanse Oostkust. De naam Sheraton is afkomstig van een later gekocht hotel dat de naam 'Sheraton hotel' op het dak had staan. Het verwijderen ervan vonden beide ondernemers te duur en ze besloten daarop de hele keten de naam Sheraton te geven. 
In 1945 kreeg Sheraton als eerste hotelketen een notitie aan de handelsbeurs New York Stock Exchange. In 1949 vergrootte de keten haar bereik verder door twee Canadese hotelketens aan te kopen. In de jaren 60 verrezen de eerste Sheratons buiten Noord-Amerika met de opening van Sheraton Tel Aviv in 1961 en Sheraton Macuto in Venezuela in 1963. In 1965 opende Sheraton haar honderdste hotel. In 1968 werd Sheraton opgekocht door het conglomeraat ITT, dat de naam ITT Sheraton voerde als handelsnaam voor de keten. In 1985 was Sheraton de eerste westerse firma die een hotel overnam in de Volksrepubliek China, met de aankoop van The Great Wall Sheraton. 
In de jaren negentig begon Sheraton zich te richten op meer specifieke doelgroepen en richtte het hotelmerk Four Points by Sheraton op. Dit merk werd daarop langzamerhand ingevoerd voor de meeste hotels die daarvoor de naam Sheraton Inn droegen en richt zich op de middenklasse. In 1994 werd de Italiaanse keten CIGA (Compagnia Italiana Grandi Alberghi) overgenomen, die onder eigen naam verder mocht gaan en Sheraton voerde dit systeem later door voor al haar hotels in Europa. De meeste van deze hotels zijn nu ondergebracht onder de naam The Luxury Collection. 
In 1998 werden Sheraton en al haar zustermerken van ITT overgenomen door Starwood Hotels & Resorts (dat daarmee de Hiltonketen in biedprijs voorbij streefde). Onder Starwood voegde Sheraton nog een vierde merk aan haar assortiment toe, St. Regis Hotels & Resorts, dat vernoemd is naar het gelijknamige hotel aan de Fifth Avenue in New York. Nadat Starwood in 1998 alle aandelen van Westin verkreeg, werden enkele hotels tussen beide hotelmerken onderling hernoemd. Starwood Hotels & Resorts werd later overgenomen door Marriott International. 